# Alfred Wotquenne
Alfred Camille Wotquenne (* 25. Januar 1867 in Lobbes, Belgien; † 25. September 1939 in Antibes, Frankreich) war ein belgischer Musikbibliograph, Bibliothekar, Musikwissenschaftler und Komponist.

## Leben und Wirken
Alfred Wotquenne studierte am Königlichen Konservatorium Brüssel bei Louis Brassin (Klavier), Alphonse Mailly (Orgel), Joseph Dupont (Harmonielehre) und François-Auguste Gevaert (Theorie).
1894 wurde er beigeordneter Sekretär und war von 1896 bis 1918 Bibliothekar des Konservatoriums. Er reorganisierte die umfangreichen Bestände der Bibliothek und legte bis 1912 jährlich Kataloge vor. 1902 erwarb er einen großen Teil der bedeutenden Sammlung des Marburger Anatomieprofessors Guido Richard Wagener für die Konservatoriumsbibliothek.
Wotquennes bedeutendstes Verdienst sind seine Bibliographien über die Bühnenwerke von Baldassare Galuppi (1900), die Werke Christoph Willibald Glucks (1905), Carl Philipp Emanuel Bachs (1906) und eine bibliografische Studie über den neapolitanischen Komponisten Luigi Rossi (1909).
Seit seiner Herausgabe des Wotquenne-Verzeichnisses sind C. P. E. Bachs Werke durch das Kürzel Wq und eine folgende Opuszahl gekennzeichnet. Dieses Verzeichnis beruhte weitestgehend auf der Arbeit des Organisten Johann Jacob Heinrich Westphal (1756–1825), eines Freundes und Zeitgenossen von C. P. E. Bach. Erst seit 1989 setzt sich die überarbeitete Fassung von Ernest Eugene Helm (* 23. Januar 1928 – 2015) durch, die Werke sind hier mit H und einer Nummer gekennzeichnet.
Wotquenne war Mitherausgeber einer 1884 begonnenen Gesamtausgabe der Werke des Lütticher Komponisten André Grétry. Einige seiner bibliografischen Werke blieben unvollendet, darunter ein Katalog von etwa 18.000 italienischen Kantaten des 18. Jahrhunderts.
1913 ließ er einen Teil seiner Privatsammlung versteigern. Wotquenne wurde im Dezember 1918 von seinem Posten entbunden, unter dem Vorwurf, zwischen 1914 und 1918 mit der deutschen Besatzungsmacht kollaboriert zu haben und wertvolle Bestände der Konservatoriumsbibliothek zu seinem eigenen Profit verkauft zu haben.
Wotquenne zog sich nach Antibes an der Côte d’Azur zurück, wo er zunächst als Chorleiter und Orgellehrer arbeitete und 1921 Musikdirektor der Kathedrale wurde. 1929 veräußerte er die letzten wertvollen Stücke seiner Privatsammlung an die Library of Congress in Washington. Er verstarb im Jahr 1939.
Als Komponist schuf Wotquenne mehrere religiöse Werke, die in Vergessenheit gerieten.

## Schriften (Auswahl)
- Catalogue de la Bibliothèque du Conservatoire Royal de Musique de Bruxelles. 1889–1912.
- Catalogue thématique des œuvres de Chr. W. v. Gluck. Breitkopf & Härtel, Leipzig 1904.
- Thematisches Verzeichnis der Werke von Carl Philipp Emanuel Bach (1714–1788), Leipzig: Breitkopf & Härtel 1905 (Digitalisat)
- Baldassare Galuppi: Étude bibliographique sur ses Œuvres dramatiques Brüssel, 1899
- Étude bibliographique sur le compositeur napolitain Luigi Rossi. Brüssel, 1909.